# たいがー・りー
たいがー・りー（本名：平井 博（ひらい ひろし）、1974年10月27日 - ）は、日本のタレント・発明家・芸術家。
神奈川県出身。ソニー・ミュージックアーティスツ所属。早稲田眼鏡専門学校卒業。

## 略歴
- 2000年にお笑いトリオ『イヌがニャーと泣いた日』を結成。ピン芸人、コンビ、4人組を経て、2006年に活動休止、9月に解散となる。
- 2006年10月よりピン芸人「たいがー:りー」として活動を始める。芸名の「りー」の由来は『NARUTO -ナルト-』の登場人物ロック・リーから。
- 2008年のR-1ぐらんぷりではスケジュールの都合から、二回戦はアウェーの大阪（baseよしもと）での出場だったが、準決勝まで進出した。
- 2008年12月からは、同じ事務所所属の芸人同士3人（たいがー、肩パット、コールユーブンゲン）でのグループ「ガシャァン」としての活動も開始。
- 2010年の2月頃から「放課後片想い系妄想発明家」として芸術活動を始めている。作品発表の場としてライブイベント「余白」シリーズを定期的に開催。2016年2月には初の個展「余白／個展」を下北沢ギャラリーGekiにて開催した。
- 2022年5月、高知県佐川町に移住し[1]、地域おこし協力隊として活動している[2][3]。

## 人物
妹がいる。

## 交友関係
- 片桐仁・乙幡啓子が定期的に開催しているイベント「また、つまらぬ物を作ってしまった」には度々ゲスト出演しており、大阪で行われたスピンオフイベントにも自腹で駆けつけた。
- サンドウィッチマンの二人はたいがーの作品を高く評価しており、自身の番組やイベントに度々たいがーをゲストで呼んでいる。
- 堀内一史との親交が深く、堀内の50周年記念ライブでオープニングに出演したほか、電大のライブでは毎回前説を務めている。
- SPARKS GO GOのたちばな哲也とも交流があり、お互いのツイッターなどで一緒に食事をしている姿などがアップされている。

## 作品
- 「放課後片想い系妄想発明家」を名乗り、中学・高校の頃に叶えられなかった夢や妄想を形にした作品を数多く作っている。
- 自身が録音してきた声や音を使った作品が多い。

## 出演

### テレビ
- エンタの神様（日本テレビ）

2007年1月20日の初登場から、同6月23日までキャッチコピーが「胸騒ぎのリンリンDJ」だったが、同年7月7日から「胸騒ぎのウェイウェイDJ」に変更された。同年11月3日放送分以降は出演していなかったが、2009年8月1日放送で『ガシャァン』のメンバーとして再登場。ガシャァンとしてのキャッチコピーは「それ行け!ライフセーバー」。
- お笑い図鑑 ハマヌキ（テレビ神奈川）
- エンタの天使（日本テレビ） - 第10回（2009年5月27日）、キャッチコピーは「グッと来る迷言シンガー」
- 美しき青木・ド・ナウ（テレビ朝日、2009年8月3日）
- 濃厚凝縮ドキュメント　五分館（テレビ朝日、2017年6月24日）
- シャキーン!（Eテレ、2018年4月10日 - ）たいがー・りーの仮説[5]。

### ラジオ
レギュラー
- たりらーりー（ミュージックバード、毎週日曜日深夜）

ゲスト
- SCHOOL NINE WEDNESDAY（JFN、2011年8月31日、11月30日、2012年2月8日、12月12日、2015年4月8日、8月12日）
- SPARK MONDAY（J-WAVE、2015年2月3日）
- サンドウィッチマンの天使のつくり笑い（NHKラジオ第一、2017年7月14日）
- サンドのぼんやり～ぬラジオ2015～5th Anniversary～（TBCラジオ、2015年7月15日）
- モテないラジオ（楽天FM、2015年10月12日 - 10月18日、2016年2月16日）
- 渋谷のラジオ（2017年4月8日、5月5日）
- 奥華子 Room No.875（TOKYO FM、2017年8月5日）
- 桑原りさ『Day by Day』（JFN系、2017年8月9日）
- 武田和歌子のぴたっと。（ABCラジオ、2017年9月4日）

### Web
- 発掘!ブレイクネタ 芸人!芸人!!芸人!!!（Bee TV、第11話、第19話）
- デイリーポータルZ 新人賞2017 佳作